# 臺中市快捷巴士
臺中市快捷巴士系統（簡稱臺中BRT），又稱臺中快捷巴士，是臺灣臺中市已廢止的公車捷運系統，系統由臺中市政府交通局主導規劃，營運則由臺中市政府全額持股的臺中快捷巴士公司統籌負責，是繼嘉義BRT及2010年臺北國際花卉博覽會接駁公車園內線之後，臺灣第三座公車捷運系統；亦是臺灣第一個採站外收費、半高式月台門及使用雙節公車的公車捷運系統，除部分路段為混合車道以及道路平面交叉外，其餘設置專用道，以捷運的概念營運。
當時營運的藍線優先路段是由臺中快捷巴士公司、臺中客運、統聯客運及巨業交通聯營。聯營業者依提供車輛數比例分配營運班次，並依行駛營運公里分配營收及分攤BRT系統運作成本。
2014年7月27日，時任臺中市市長胡志強宣布臺中BRT隔日通車，並被視為其市長任內的政績之一；但因為選舉將屆而倉促通車，致使設備未臻健全，引來諸多民怨，爭議不斷至今。2015年7月8日，時任臺中市市長林佳龍宣佈廢止臺中BRT計畫，將原BRT藍線專用道改稱「優化公車專用道」、原BRT藍線的32輛民營車輛改為臺中市公車300路並與其他台灣大道幹線共同使用公車專用道、原BRT藍線的另外32輛快巴公司車輛則棄置在文心拖吊場；原位於興中停車場的備援行車控制中心關閉，優先號誌、月台門、驗票閘門及票務設備則停用並就地閒置，僅試營運一年的臺中BRT正式走入歷史。
2017年3月，監察院調查臺中BRT廢止案，提案糾正臺中市政府。監察院調查指出，市長胡志強任內倉促推動BRT，留下後遺症；市長林佳龍任內為此即廢止BRT，閒置雙節公車及站體設備，浪費公帑。而閒置的32輛雙節公車，分別在2016年11月及2017年2月經由市府公開招標，全數委託臺中客運、統聯客運、巨業交通等三家民營業者經營，行駛臺中市公車309路或臺中市公車300路的優化公車專用道路線，一年租金約新臺幣三千九百萬元。

## 背景
因為高雄捷運與臺灣高鐵成本回收的失敗，中華民國交通部對於效果不如預期的交通建設改為保守。臺中市政府為培養後續路網（臺中捷運藍線與橘線）足夠之運量並爭取交通部盡快核准興建捷運路線，臺中市政府交通局先行推動公車捷運系统作為公車系統與捷運系統之間的銜接示範。

## 歷史
2010年
- 臺中捷運後續路線規劃移交臺中市政府統籌辦理。
- 7月19日：臺中市政府宣布，交通部核定興建臺中市首條公車捷運（BRT），全長廿公里，造價十二億元，從臺中車站出發，沿臺灣大道到東海大學，並延伸到臺中市沙鹿區、大里區與太平區等地區。[8]

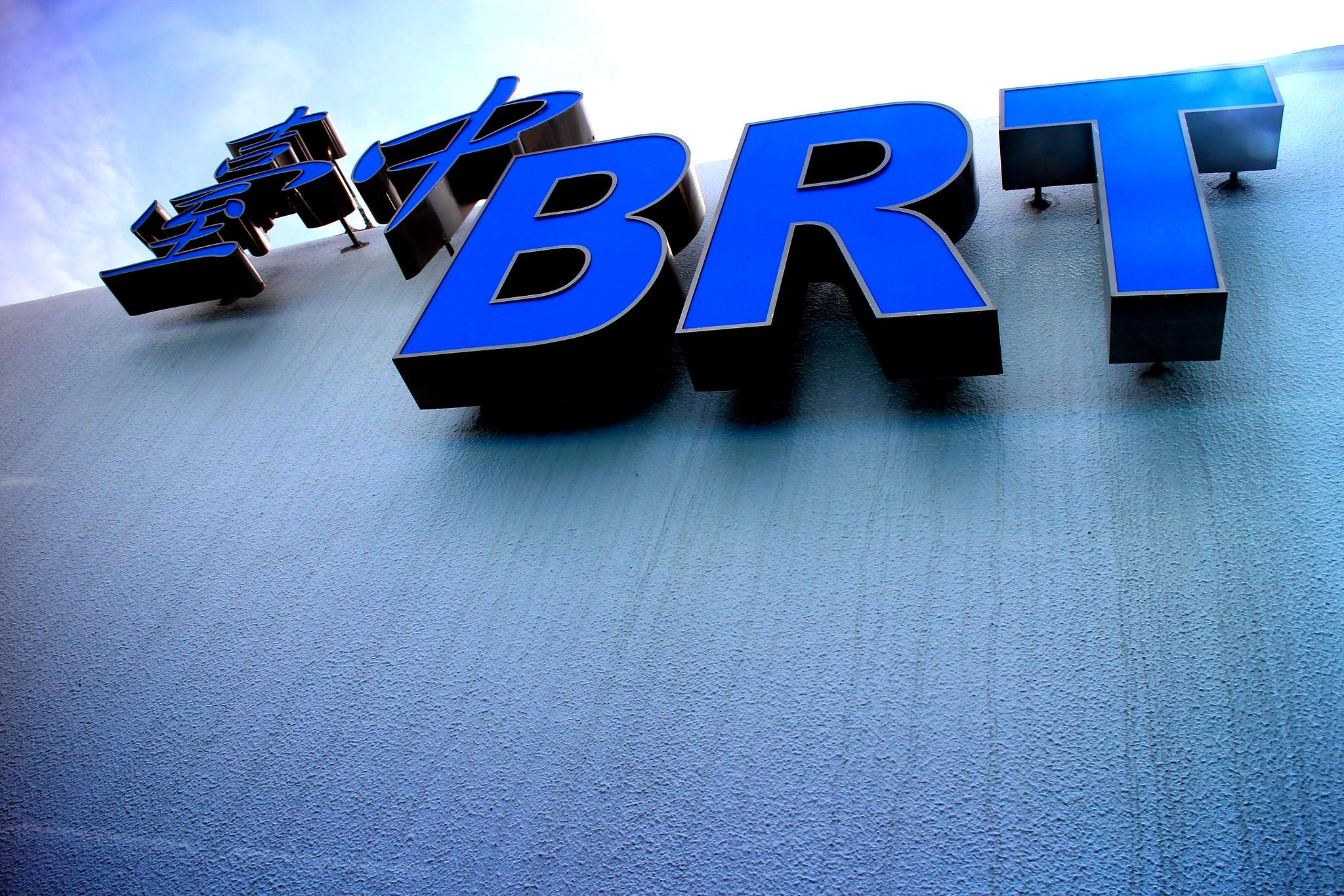
臺中BRT招牌

2011年
- 1月20日：市府交通局長林良泰指出，3月就會向交通部申請藍線BRT設計經費，此線造價便宜且工期短，順利的話可趕在104年讓藍、綠線同步通車。
- 3月28日：交通局捷運工程處表示，已向交通部爭取100年度6,800萬BRT細部設計及監造經費，預計藍線今100年底完成BRT可行性研究。
- 4月7日：國內法令尚未允許雙節公車行駛，市府交通局近日已積極向交通部建議，期能在十二月前能完成修法。
- 8月20日：交通部已正式核定公車捷運系統，並補助6,500萬設計監造費。
- 12月29日：臺中市議會審查通過市府所提20億元BRT路網建設經費，但附帶要求公車捷運系統更名為快捷巴士。

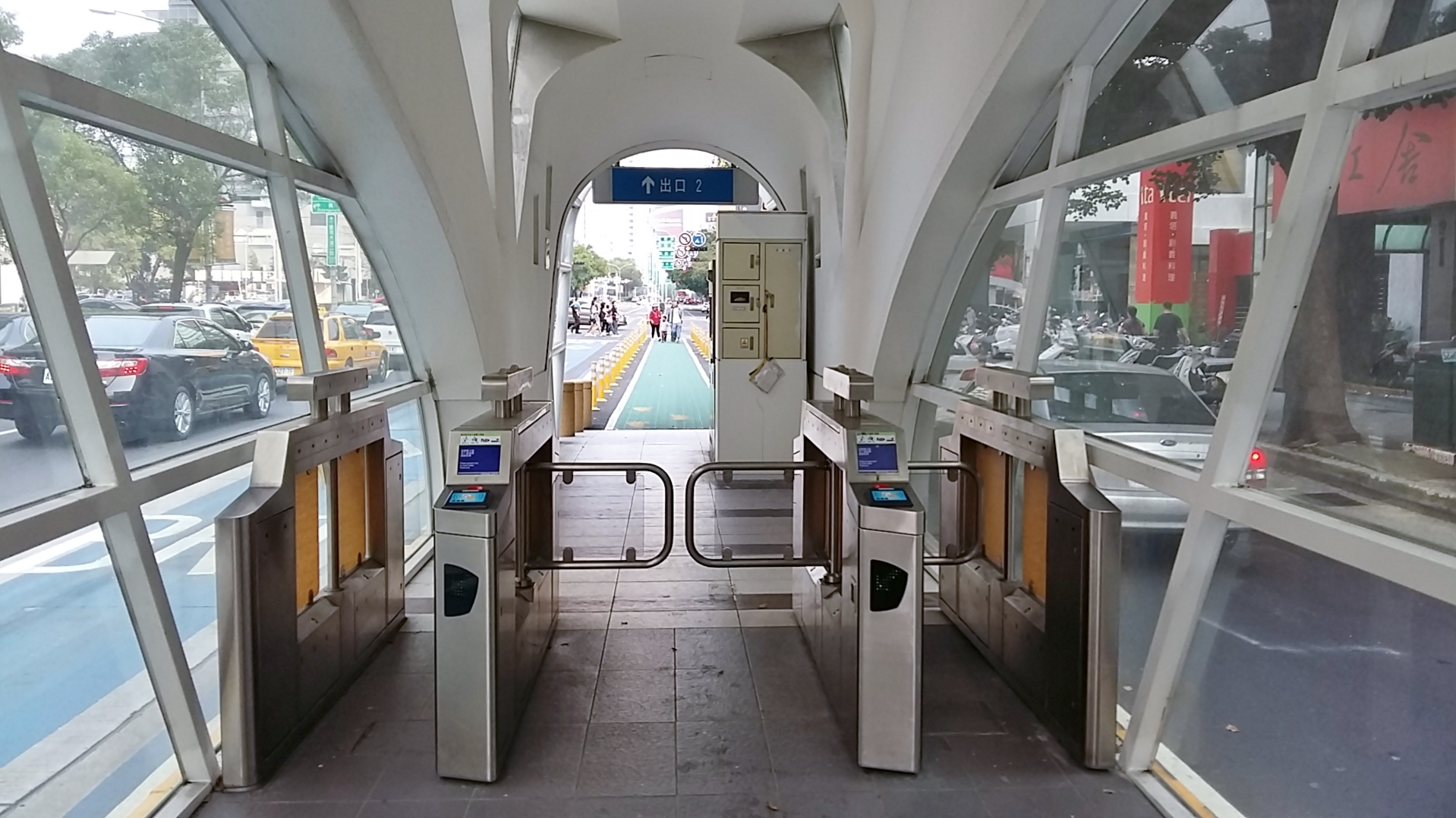
臺中BRT藍線驗票閘門
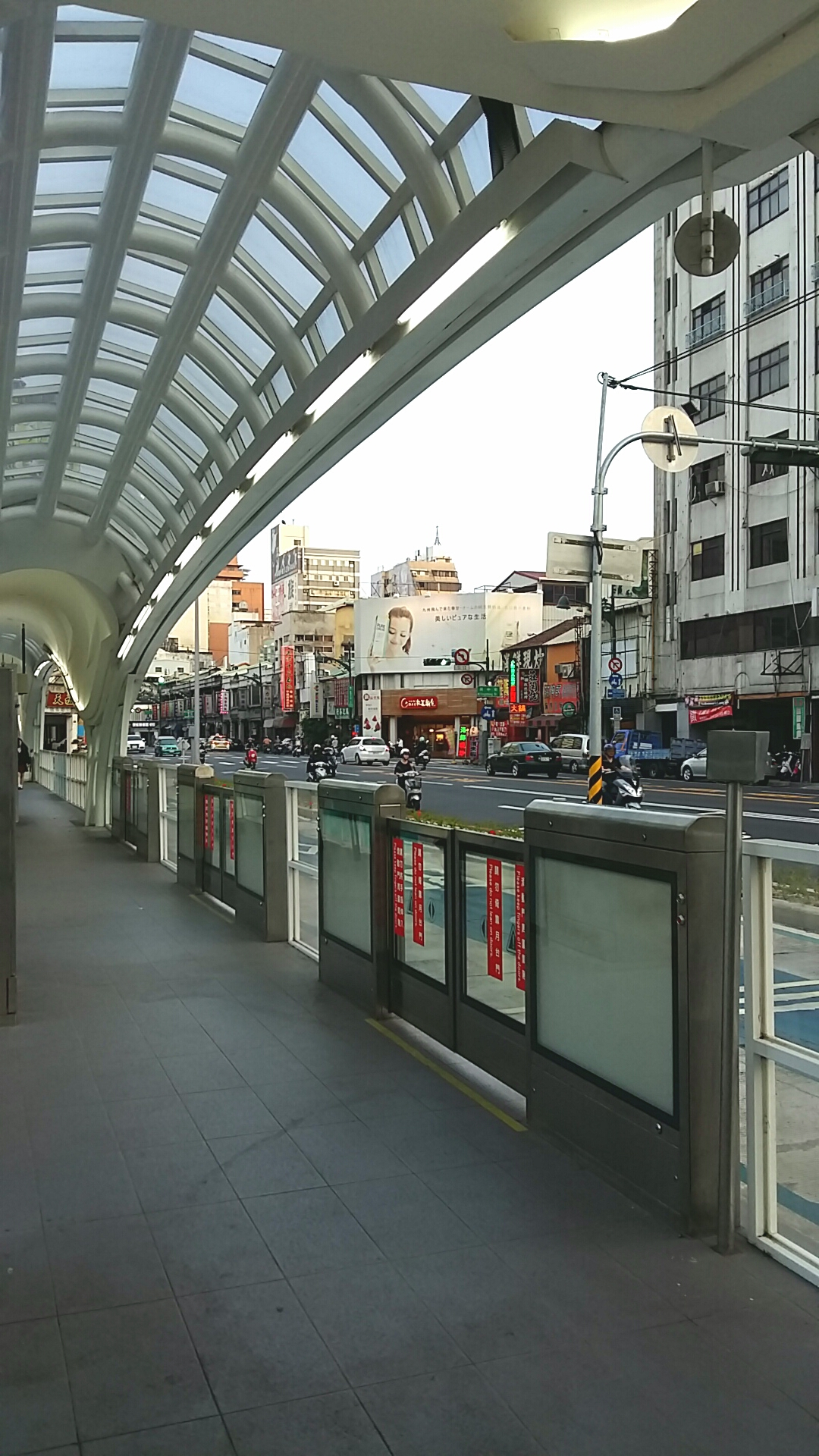
第二市場/仁愛醫院站月台門全部關閉之狀況

2012年
- 1月：臺中市政府交通局成立BRT專案辦公室。
- 2月：完成BRT藍線委託細部設計及監造技術服務發包。交通部公佈修正後之《道路交通安全規則》，自此雙節低底盤公車得以合法上路。
- 4月：完成BRT藍線專案管理與後續路網可行性研究及規劃簽約。
- 5月4日：《臺中市快捷巴士股份有限公司組織自治條例》通過臺中市議會二讀審查，預計最快今年底前正式成立BRT公司。
- 6月：舉辦第一場快捷巴士工作論壇。
- 10月1日：臺中快捷巴士股份有限公司召開董事會，通過公司章程及選出常務董事，並推選臺中市副市長蕭家淇為董事長。
- 10月17日：臺中快捷巴士公司舉行揭牌正式運作。
- 10月22日：「臺中快捷巴士（BRT）藍線車輛財務採購案」召開第一次評選會，並成立採購委員會。
- 10月29日：「臺中快捷巴士（BRT）藍線車輛財務採購案」召開第二次評選會，審定評選項目、評選標準、評選方式。
- 11月19日~25日：「臺中快捷巴士（BRT）藍線車輛財務採購案」公開閱覽。

2013年
- 1月10日~2月6日：「臺中快捷巴士（BRT）藍線車輛財務採購案」公告招標。
- 2月7日：「臺中快捷巴士（BRT）藍線車輛財務採購案」開標，投標廠商為廈門金龍聯合汽車工業有限公司、嘉馬汽車有限公司、鉅鼎汽車股份有限公司、雲從龍實業有限公司、唐榮車輛科技股份有限公司（不合格，車輛規格文件不符）、台塑汽車貨運股份有限公司（不合格，資格及車輛規格文件不符）。
- 2月26日：「臺中快捷巴士（BRT）藍線車輛財務採購案」召開第三次評選會，雲從龍實業有限公司序位總和最低，為最優勝廠商。
- 3月5日：「臺中快捷巴士（BRT）藍線車輛財務採購案」決標，雲從龍實業有限公司以新臺幣2億4,624萬108元得標。
- 3月13日：「臺中快捷巴士（BRT）藍線車輛財務採購案」簽約。
- 4月16日：藍線車體造型亮相[9]。
- 6月19日：臺中市政府在科博館展出以白海豚為設計概念的流線型車站和藍白BRT雙節車體。[10]
- 7月17日：藍線相關工程陸續動工。
- 10月：臺中快捷巴士實體車亮相。
- 11月29日：藍線太平東延段民眾座談會。

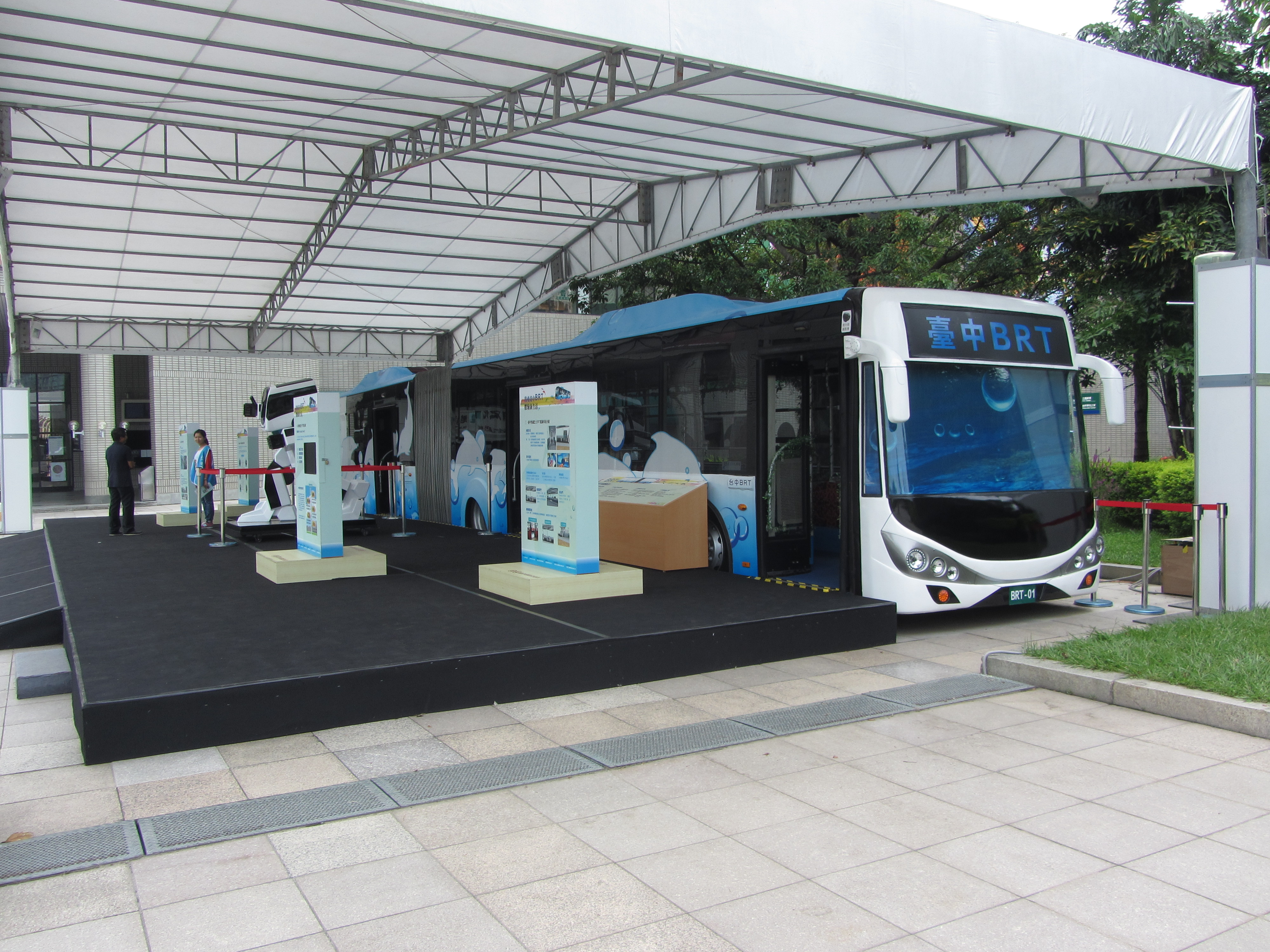
臺中BRT模型車展示
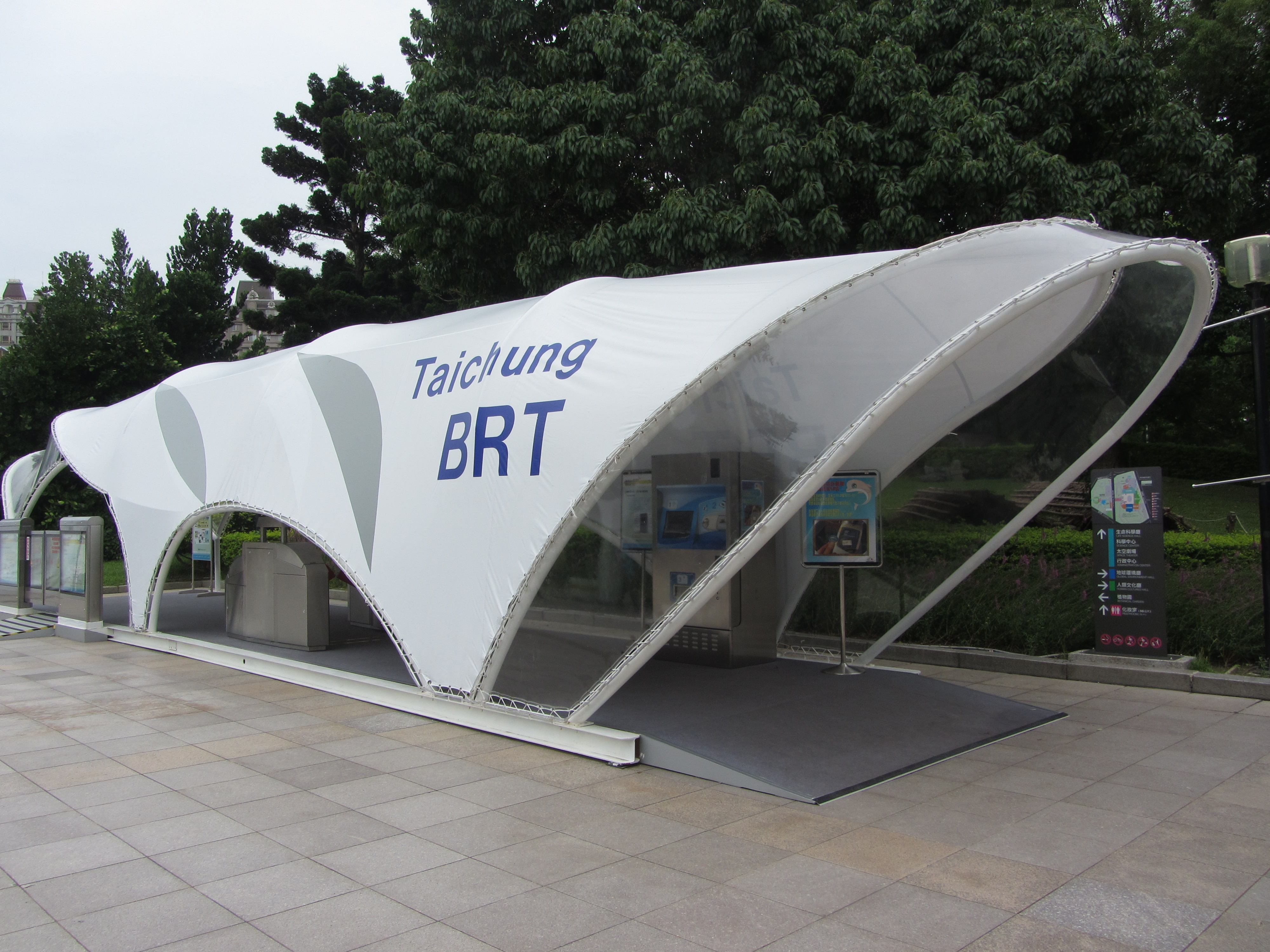
臺中BRT車站模型展示

2014年
- 6月3日：第一批18輛快捷巴士雙節公車正式掛牌，成為臺灣第一個取得合法雙節公車車牌的車輛[11]。
- 6月4日：交通局辦理驗收後由臺中快捷巴士公司接管[12]。
- 6月28日：藍線開放預約導覽試乘[13]。
- 7月27日：臺中市政府在臺灣大道舉辦「BRT馬拉松」。
- 7月28日：藍線正式通車，並提供一年不限公里免費的優惠[14]；初期部分車站啟用，並可不用刷卡的搭乘。
- 8月10日：啟用A6中正國小（東行站）、A7科博館、A8忠明國小、A9頂何厝、A11新光/遠百站開放搭乘，並開始實施入站刷卡但免費搭乘的措施。
- 8月17日：藍線優先路段除A2彰化銀行、A3仁愛醫院站外，所有車站皆啟用開放搭乘[15]。
- 9月28日：中龍鋼鐵73對新人包下四輛雙節公車，從靜宜大學站搭到科博館參加集團婚禮。[16]
- 9月30日：藍線A3仁愛醫院站啟用[17]。
- 10月1日：藍線優先號誌系統啟動[18]。
- 11月11日：臺中BRT海線先導車通車。[19]
- 11月15日：臺中市交通局舉辦BRT海線趴趴GO活動，體驗未來的海線BRT營運路線。[20]
- 11月19日：棕線召開說明會[21] [22]。
- 12月4日、5日：中華民國運輸學會舉辦2014年年會暨學術論文國際研討會，邀請臺中BRT在暨南大學與日月潭向山遊客中心展示。
- 12月26日：海線先導公車第一次停駛。[23]
- 12月26日：第二屆市長林佳龍視察BRT臨時（興中）行控中心，因認為空間狹小、內部設施簡陋而痛斥騙局，新任交通局長王義川亦認為臺灣大道肇事率增加17%，是BRT設置而造成[24]。

臺中BRT單程票售票機螢幕畫面

2015年
- 1月6日：海線先導公車復駛，並調整中港線發車時刻。[25]
- 1月24日：臺中市政府交通局召開「臺中BRT，公民網友攏踹共」論壇[26]，當時多數與會人士反對拆除BRT以及專用道提供一般公車使用，王義川局長也表示，對於BRT後續處理無特定立場。[27]
- 2月1日：海線先導公車第二次停駛。
- 3月23日：臺中市政府BRT體檢小組提出體檢報告，林佳龍市長最後裁定宣布BRT專用車道將在同年7月8日改為公車專用道[28][29]，林佳龍並同時宣佈中止臺中市快捷巴士計畫。
- 6月11日：從靜宜大學站開始陸續拆除藍線第二月台的欄杆。
- 6月23日：完成拆除藍線第二月台的欄杆。
- 6月24日：塗銷BRT專用道上「BRT」字樣。
- 6月25日：已拆除站體外「臺中BRT」字樣招牌。
- 7月7日：BRT藍線營運結束後，臺中市快捷巴士系統走入歷史。
- 7月8日：BRT專用車道改為優化公車專用道，走台灣大道路線的市公車路線將納入。原BRT系統部份，民營車輛改為300路公車、車站刷卡改為上車刷卡[30]，交通局稱臺中快捷巴士公司所屬的32輛宇通ZK6180HG雙節公車32輛雙節巴士送廠維修，剩32輛繼續跑，其下34名駕駛轉而進行教育訓練，實際上閒置在文心拖吊場。[31]。
- 10月16日：新增616路（梧棲─大甲）線及617路（梧棲─烏日高鐵）線，皆由原BRT雙節公車行駛。
- 11月26日：臺中市議員批評快捷巴士公司虧損嚴重卻養「肥貓」。[32]

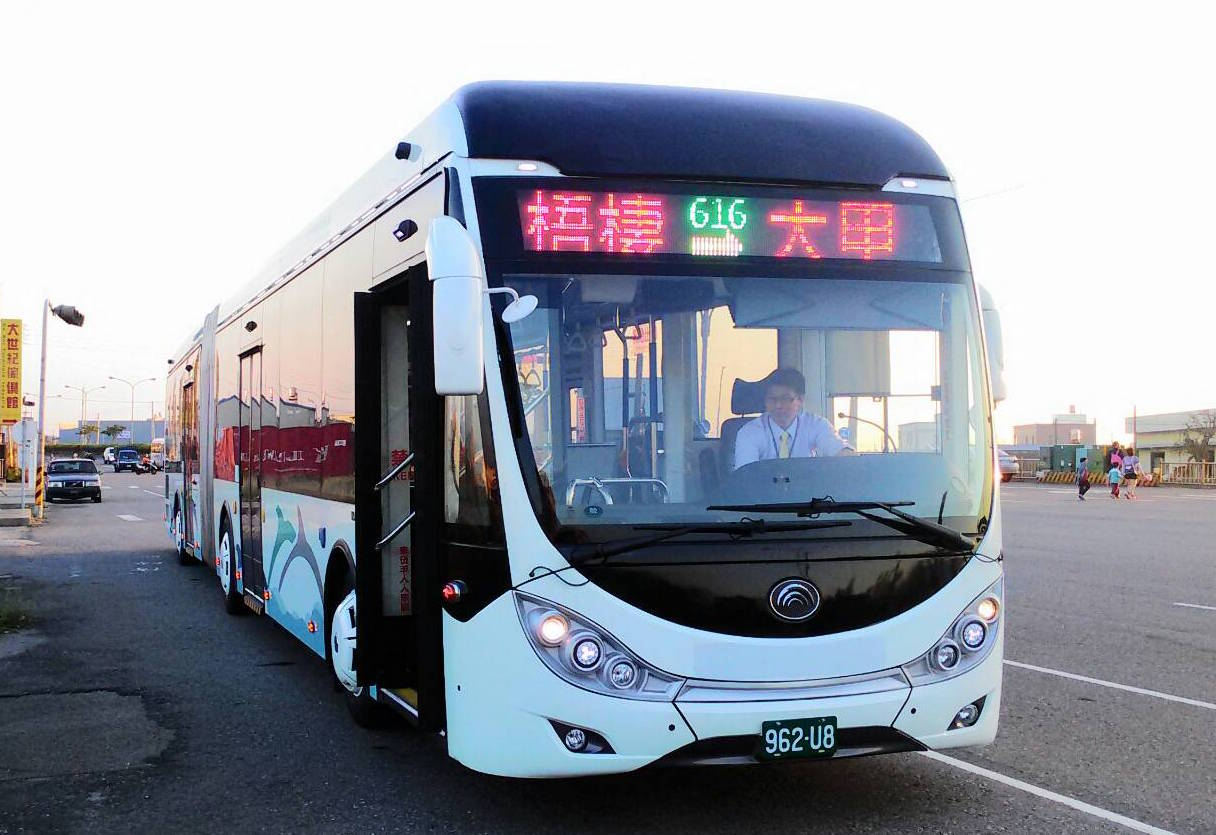
臺中快捷巴士期間營運之616路

2016年
- 3月17日：臺中市政府交通局稱快捷巴士公司虧損嚴重，並認為市區公車路線現有15家客運民營業者經營，全國數量最多、運能足夠，市府資源不宜再投入經營市區客運業務，因此將結束營運。[33]
- 5月20日：臺中快捷巴士董事會決議解散，並進入清算程序[34]。
- 5月31日：臺中市議員要求市府解決臺中快捷巴士公司員工的就業問題，民進黨籍市議員江肇國認為臺中捷運公司今年底將成立，預計聘請500位員工，應依法優先聘用快捷巴士公司57位員工。[35]
- 6月3日：臺中快捷巴士公司勞工代表江俊哲發表聲明「我們訴求只有一個：『維護勞工工作權，依法轉任至臺中捷運公司任職』，我們有家庭要養、有生活要過，唯一的訴求只是要求工作權的延續，再次聲明，本次勞資協商之取消為市府單方面消極作為，且迄今未收到任何正式取消公告，若市府對於員工訴求再無任何積極回應與承諾，我們將採取更積極的方式爭取勞工工作權益，請臺中市政府盡速指派權責人員召開勞資協商會議，共協尋解決現行問題之方法，創造雙贏局面」。[36]
- 6月14日：臺中市議員批評臺中市政府未協助臺中快捷巴士公司員工轉任臺中捷運公司，要求市府勞工局應盡速輔導。[37]
- 6月17日：臺中市政府交通局與臺中快捷巴士公司員工召開勞資會議。交通局長王義川表示，市府會加速成立台中捷運公司，具備捷運公司職能且有意願的員工，會協助媒合至捷運公司上班；未能商定轉職的員工，則依勞基法辦理資遣。[38]
- 6月29日：臺中市議員不滿市府終結快捷巴士公司造成二億元虧損後，又要花十億元成立新公司，痛罵「都是讓市長玩爽的」，要求高階主管依營運績效論薪水，才讓草案過關。[39]
- 7月1日：616路（梧棲─大甲）線及617路（梧棲─烏日高鐵）線交由東南客運及中鹿客運接手，臺中快捷巴士公司正式停止營運。
- 7月12日：部分臺中快捷巴士司機不滿工作權未獲保障，到臺中市政府舉白布條抗議遭惡意解雇，並高喊「還我工作權」，並要求比照國道收費員的條件資遣。
- 7月18日：臺中快捷巴士公司解散，正式走入歷史。[40]
- 8月17日：藍線變更為「優化公車專用道」之後，原先規畫作為BRT行控中心的梧棲機廠閒置，整個廠區雜草叢生，還被堆置廢棄鐵桶和垃圾，加油機與洗車區也只剩空鐵架，民眾看不下去，踢爆形同廢墟。[41]
- 9月12日：臺中快捷巴士公司員工抗議，交通局才在7月提出「商定留用」方案，員工可轉任到台中捷運公司。不過，薪資從5萬降至2.8～3萬，並且得按照新進人員任用程序來走，司機們擔憂，打了四折薪水不僅無法養家，連能否成功轉任都不能保證，於是部分司機並未簽下「商定留用」，沒有選擇「商定留用」的司機，卻在8月23日收到資遣預告。臺中快捷巴士公司解散後57名員工與臺中市政府勞資協商破裂，決定上午9點要向市府抗議。[42]
- 9月13日：臺中市政府交通局表示，32輛雙節公車已於10日上網公告活化利用，由民間業者租用，預計10月初決標，得標業者需行駛於臺灣大道路線，特別是高美溼地等觀光景點，會繼續服務民眾。[43]
- 9月23日：時任總統候選人洪秀柱斥責臺中市長林佳龍廢除BRT為「為鬥爭國民黨，犧牲人民福祉」[44]。
- 10月19日：監察院糾正市府責任，認定「快捷巴士藍線優先路段改為優化公車專用道後，雙節車輛及相關機電設施閒置或使用效能不彰，且肇致臺中快捷巴士股份有限公司產生鉅額損失，亟待研謀改善。」[45]
- 12月29日：臺中市政府交通局長王義川表示，公車專用道的藍色塗面不但不符交通規範，由於公車長期輾壓，也已破舊不堪。交通局將委請建設局納入路平專案重新舖面，預計春節後開工，明年4月左右完工；部分站台及行控中心設備也已陸續完成驗收，依實際需求再利用；而梧棲機廠也預計明年3月驗收後委託業者經營；原BRT公司採購的雙節公車，也已招標完成，將委託民間業者行駛。[46]

2017年
- 3月19日：監察院調查臺中BRT廢止案，認為藍綠執政都有缺失，3月14日決議提案糾正臺中市政府。交通局長王義川說：「尊重」，但被指違失項目多已改善。[47]
- 3月20日：臺中市政府交通局長王義川表示，臺中市政府採購的32部雙節公車已全數租給客運業者，將行駛臺中火車站至高美濕地遊客服務中心，目標是5月上路，屆時市區民眾不必轉乘，可搭公車直達高美濕地看夕陽。[48]
- 3月27日：臺中市長林佳龍示，前市府編列300億元建造BRT，但卻是一個缺少專用路權及優先號誌的「假BRT」，市府將它轉型為優化公車專用道後，臺灣大道整體交通改善，運量增加，監察院應該頒獎表揚。[49]
- 4月24日：臺中市政府規劃臺中火車站、清水火車站往高美濕地的觀光公車，預計5月起陸續上路；並表示「其中臺中火車站到高美濕地的路線，將以雙節巴士行駛，採跳蛙式停靠，會行駛國道，縮短搭車時間。」[50]
- 5月19日：臺中市政府交通局長王義川說，原BRT各項既有設備，因前市府未驗收即啟用，衍生許多棘手問題。交通局在此情形下，仍陸續完成欄杆、燈箱、標線、路面、站體外牆及台中火車站前公車候車亭部分驗收。土建工程部分，先前因變更設計問題，遲遲無法驗收。交通局多次與施工廠商協調，依規完成工程變更設計後啟動驗收程序，已在今年5月19日完成複驗，七月辦理結算。[51]
- 7月7日：行經優化公車專用道、直達高美濕地的臺中市公車309路正式上路，採用臺中快捷巴士公司遺留下來，並由臺中市政府交通局委託台中客運、統聯客運及巨業交通等三家業者經營的32輛雙節公車行駛，其中18輛先行上路，每日提供48班次。[52]
- 7月8日：臺中市快捷巴士前年7月廢止後，市府經過2年檢討規畫，終於決定將占地500坪卻從未正式運作的梧棲機廠改由消防局接手活化。臺中市政府消防局今天表示，梧棲維修機廠目前由第四大隊、教育訓練科、車輛保養中心規畫，經會勘初步決定，原建築物擬作梧棲分隊，機房上方增建車輛保養中心辦公室、駕駛訓練多媒體教室及會客室，室外車道按照教育訓練科需求規劃駕駛訓練場地，預計今年進行產權移交與內部整修，明年才會進行內部增建工程。[53]
- 7月14日：臺中市議會「作廢BRT案專案調查小組」在市府交通局長王義川陪同下，前往已拆除的藍線BRT臺中火車站遺址、白海豚車站、位於興中停車場的原BRT備援行控中心以及梧棲機廠等地視察，關心市府將BRT轉型為優化公車必要性及設備現況。藍營議員質疑：「市府廢止BRT改為公車道，導致機電標的廠商認為原本契約內容已變更，才不願意繼續履約，市府要負最大責任；議員也批評，明明BRT公車有對講機，行控中心也有麥克風，怎能說無法通話、不能監控？」交通局長王義川則說：「廠商認為機電設施已在103年7月先啟用，設施已移交給市政府負責，但交通局按照契約內容驗收，有多項要求未達到要求，當然不能簽字通過；因雙方沒有共識，今年1月申請商業仲裁。」[54]
- 8月29日：臺中BRT機電標仲裁結果出爐，臺灣營建仲裁協會仲裁判斷書指出，臺中市捷運工程處應給付1.8億餘元給機電標得標廠商華電聯網。華電聯網表示，將研究仲裁判斷書後再表示意見。[55]

## 路線
臺中市政府交通局曾經規劃在臺中境內規劃6條總長218公里的BRT路網，覆蓋全市29個行政區，以達成「大臺中一小時生活圈」的理想，後因林佳龍終止BRT計劃，故藍線優先路段（臺中車站－靜宜大學）是臺中市快捷巴士系統中唯一營運過的路線，其餘5條路線計劃已終止。在胡志強任內曾經至全市29區召開說明會 。
| 路線       | 路線       | 路線                                            | 路線                                                        | 區間                                                                                                 | 里程（KM）                                   | 全線 長度 | 現況                                                         | 機廠                                               |
| ---------- | ---------- | ----------------------------------------------- | ----------------------------------------------------------- | --- | -------------------------------------------- | --------- | ------------------------------------------------------------ | -------------------------------------------------- |
|            | 橘線       | 主線                                            | 主線                                                        | O01/BC01站（清水區中清臨海路口）－臺中清泉崗機場－大雅－水湳經貿園區－臺中車站－大里－霧峰－省諮議會 | 37.9                                         | 46.2      | 計畫終止                                                     | 臺中港特定區民族路二段體育場用地（原計畫）         |
| 中科延伸線 | 中科延伸線 | 中部科學園區－水湳經貿園區                      | 8.3                                                         | |                                              | 46.2      | 計畫終止                                                     | 臺中港特定區民族路二段體育場用地（原計畫）         |
|            | 黃線       | 黃線                                            | 黃線                                                        | 大安區公所－大甲－外埔－后里車站                                                                     | 18.3                                         | 18.3      | 計畫終止                                                     | 大甲區甲后路學校用地（原計畫）                     |
|            | 藍線       | 主線                                            | 優先路段                                                    | A01臺中火車站－A23靜宜大學站                                                                         | 17.3                                         | 71.04     | 原路廊改為優化公車專用道，機廠移撥予第四救災救護大隊梧棲分隊 | 梧棲區大勇路停車場用地（梧棲區頂寮里八德東路32號） |
| 西延伸段   | 藍線       | 主線                                            | A23靜宜大學站－沙鹿－梧棲－O01/BC01站（清水區臨海中清路口） | 6.56                                                                                                 | 計畫終止，機廠移撥予第四救災救護大隊梧棲分隊 | 71.04     |                                                              | 梧棲區大勇路停車場用地（梧棲區頂寮里八德東路32號） |
| 東延伸段   | 藍線       | 主線                                            | A01臺中火車站－太平－屯區藝文中心                           | 8.6                                                                                                  | 計畫終止                                     | 71.04     | 太平區長安東路廣兼停用地（原計畫）                           |                                                    |
| 大甲烏日線 | 藍線       | 大甲段                                          | 大甲車站-清水－BC05/BD10站（梧棲區臺灣大道中華路口）        | 14.06                                                                                                | 計畫終止，機廠移撥予第四救災救護大隊梧棲分隊 | 71.04     | 梧棲區大勇路停車場用地（梧棲區頂寮里八德東路32號）           |                                                    |
| 大甲烏日線 | 藍線       | 烏日段                                          | BC05/BD10站（梧棲區臺灣大道中華路口）-龍井－高鐵臺中站      | 20.34                                                                                                | 計畫終止，機廠移撥予第四救災救護大隊梧棲分隊 | 71.04     | 梧棲區大勇路停車場用地（梧棲區頂寮里八德東路32號）           |                                                    |
| 機場延伸線 | 機場延伸線 | BC07站（沙鹿區臺灣大道三民路口）-臺中清泉崗機場 | 4.18                                                        | | 計畫終止，機廠移撥予第四救災救護大隊梧棲分隊 | 71.04     | 梧棲區大勇路停車場用地（梧棲區頂寮里八德東路32號）           |                                                    |
|            | 棕線       | 棕線                                            | 棕線                                                        | 臺中捷運綠線G06站－豐原－后里車站                                                                    | 18.2                                         | 18.2      | 計畫終止                                                     | 豐原區成功路公園用地（原計畫）                     |
|            | 紫線       | 紫線                                            | 紫線                                                        | 臺中捷運綠線G03站－太平－大里－臺中捷運綠線G13站                                                     | 16.7                                         | 16.7      | 計畫終止                                                     | 北屯區環中東路二段文中用地（原計畫）               |
|            | 金線       | 主線                                            | 主線                                                        | 神岡區公所－豐原車站－和平區公所                                                                     | 35.3                                         | 44.9      | 計畫終止                                                     | 豐原區豐東路公園用地（原計畫）                     |
| 大雅延伸線 | 大雅延伸線 | 神岡－O10/GD04站（大雅區中清民生路口）          | 4.6                                                         | |                                              | 44.9      | 計畫終止                                                     | 豐原區豐東路公園用地（原計畫）                     |
| 新社延伸線 | 新社延伸線 | 石岡－新社農會                                  | 5                                                           | |                                              | 44.9      | 計畫終止                                                     | 豐原區豐東路公園用地（原計畫）                     |

### 藍線 (A/BA/BC/BD/BO)
優先路段 (A)
自臺中車站沿臺灣大道至靜宜大學，全長17.3公里，並在梧棲設置一座主機廠，但尚未完工即隨臺中市快捷巴士藍線一起廢止，臺中市交通局已委託臺中市政府消防局接手營運，原建築物擬作梧棲分隊，機房上方增建車輛保養中心辦公室、駕駛訓練多媒體教室及會客室，室外車道按照教育訓練科需求規劃駕駛訓練場地。。藍線優先路段2013年8月8日動工，2014年7月27日起正式營運，於2015年7月7日終止營運，自2015年7月8日起改為公車專用道。
藍線優先路段使用的車輛為Yutong ZK6180HG，由河南宇通客車提供技術、臺灣宇通車業股份有限公司組裝、雲從龍實業有限公司銷售服務之國產雙節公車，其中引擎、底盤等約50%零件由宇通集團與德國猛獅集團技術合作並從歐洲進口；車體等約20%零件由中國大陸進口。車身長度達18公尺，尺寸為傳統公車的1.5倍，單輛設計載運人數為141人，座位34人（含駕駛）、立位107人。
另外，根據路權規範(營運許可)，臺中快捷巴士公司所屬的前18輛(261-U8~280-U8)為臺中市快捷巴士藍線優先路段使用、後14輛(949-U8~963-U8)除了作為優先路段(A)使用之外，也預留給西延段(BC/BD)及機場延伸段(BO)使用，故後14輛可行駛海線先導公車，亦可在臺中市快捷巴士藍線廢除之後繼續擔任海線觀光公車。在臺中市快捷巴士藍線廢止前，所有雙節公車皆停放於民營業者停車場，臺中快捷巴士公司所屬車輛則停放位於嶺東科技大學附近的仁友客運停車場；臺中市快捷巴士藍線廢止後，臺中快捷巴士公司所屬車輛則閒置於文心拖吊場，並在2016~2017年間經公開招標委託台中客運、統聯客運及巨業交通營運，行駛台中市公車300路與309路。

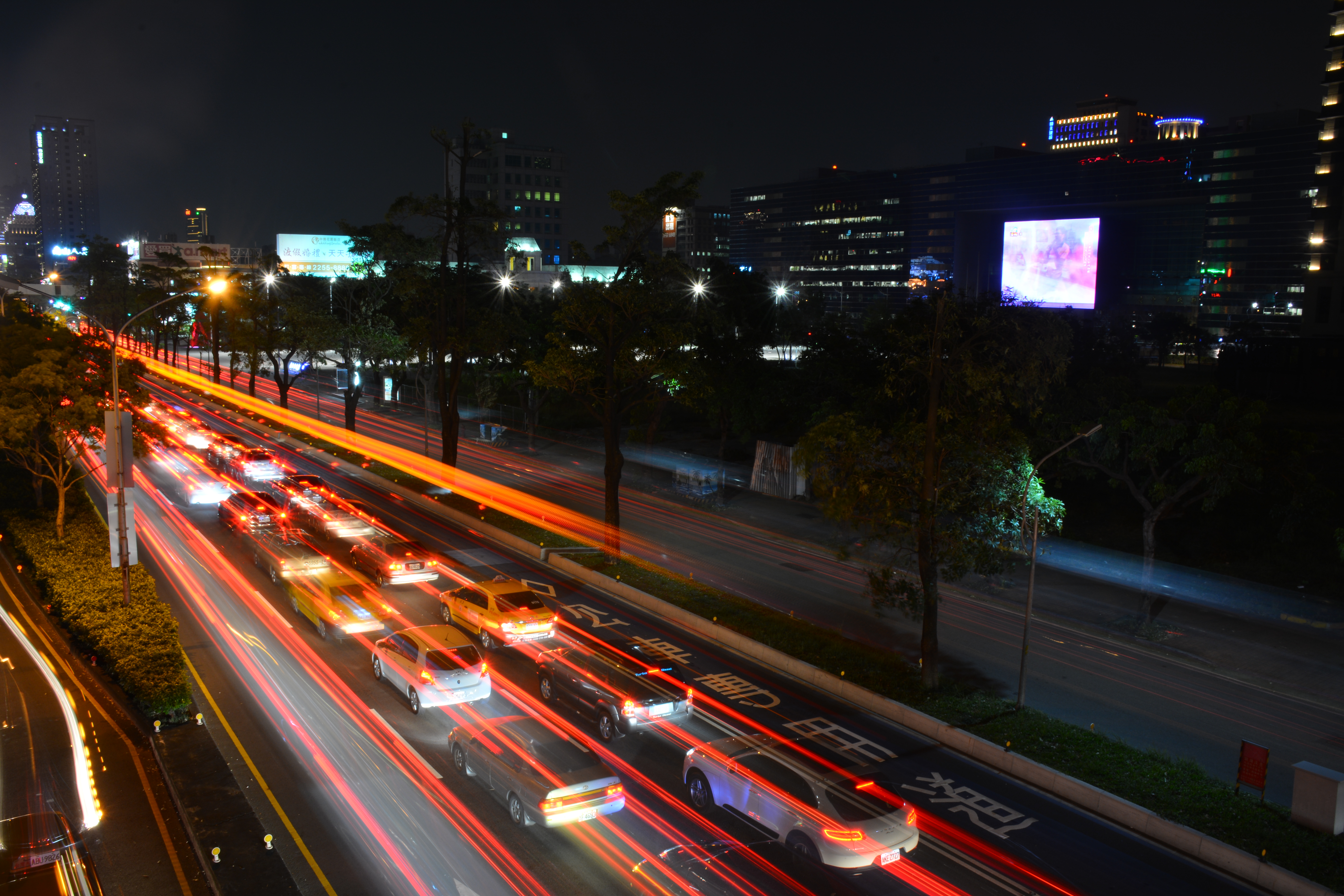
公車專用道
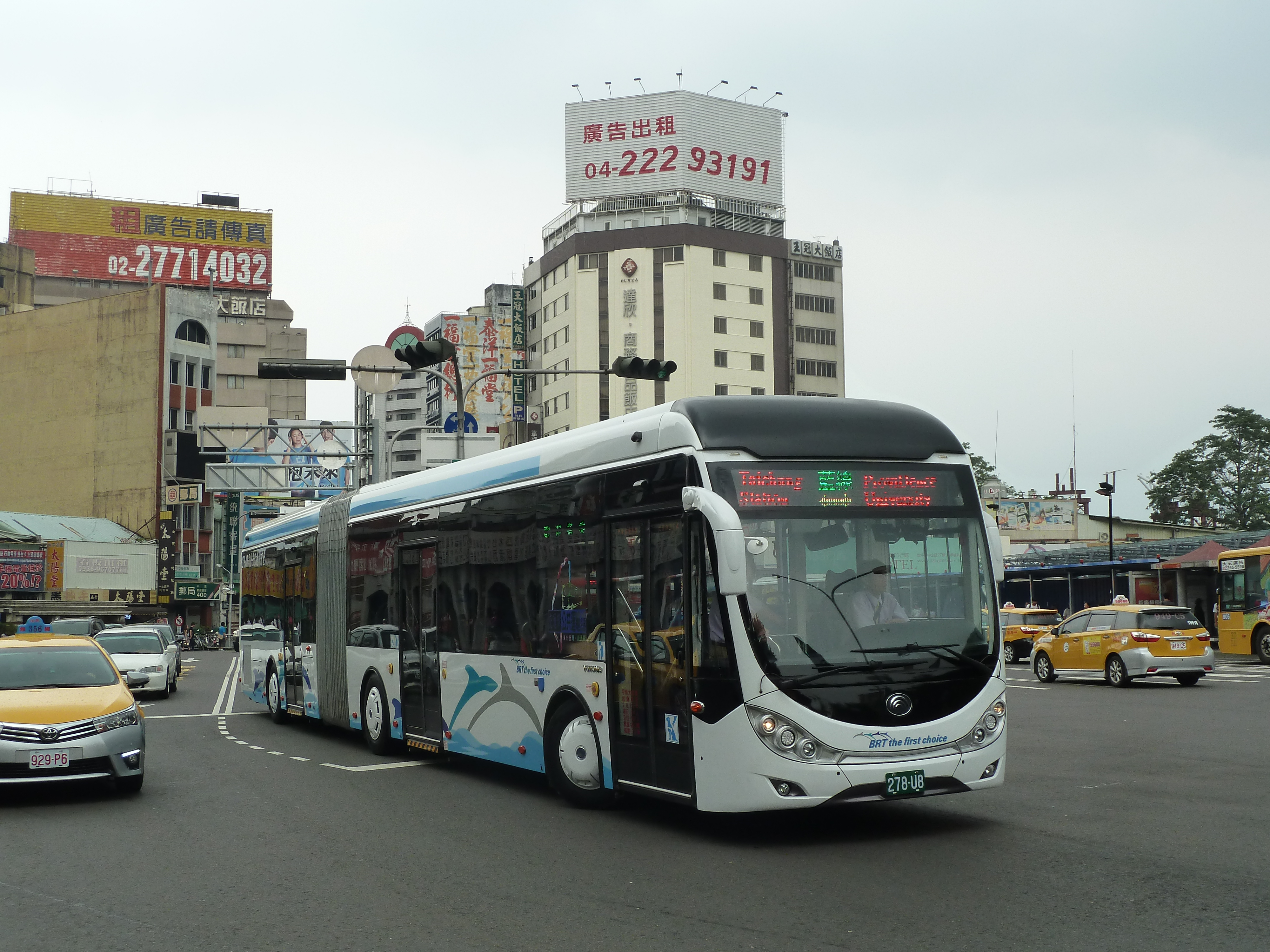
藍線實體車輛(看板未更改)
藍線實體車輛（看板已更改）
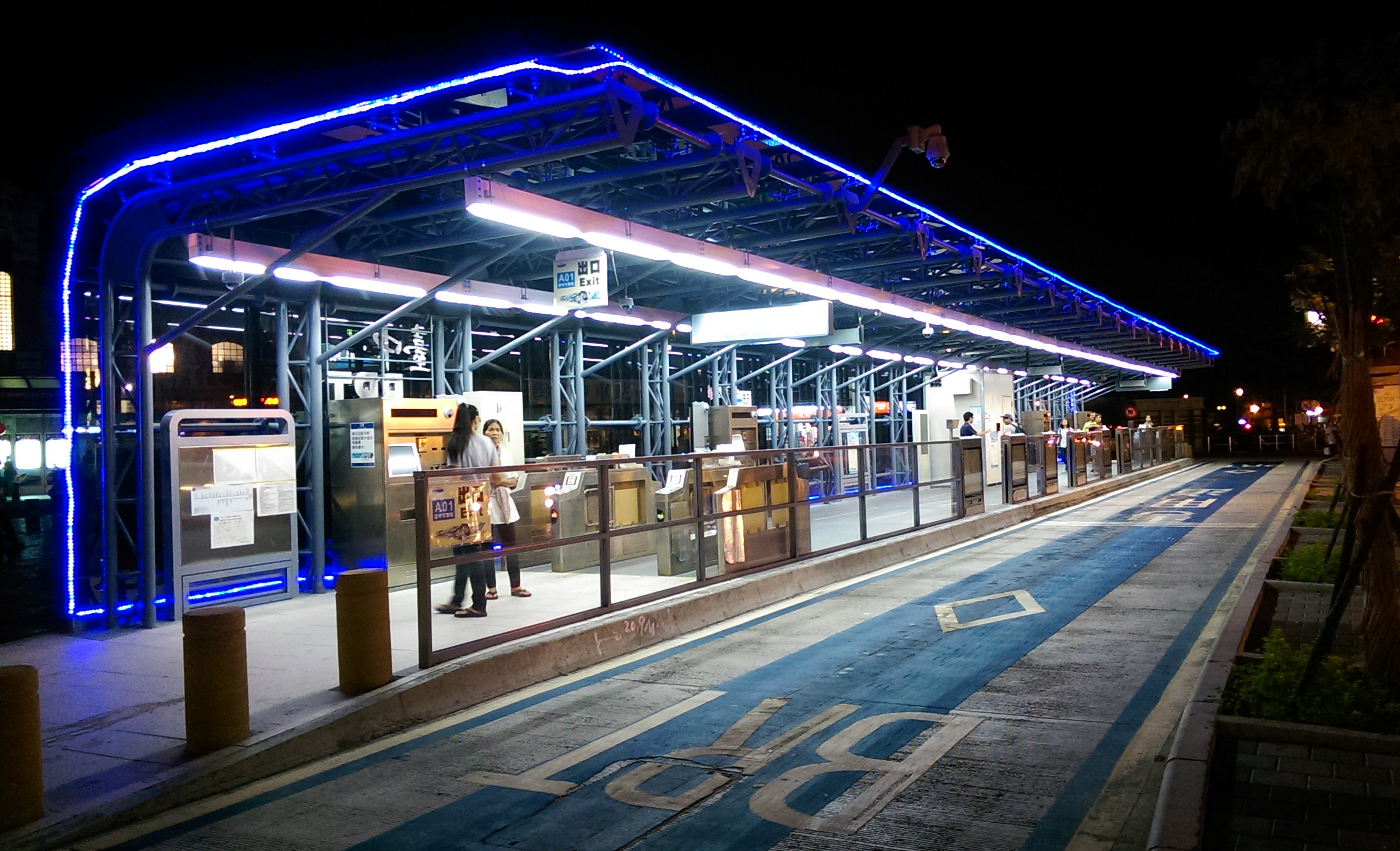
臺中火車站
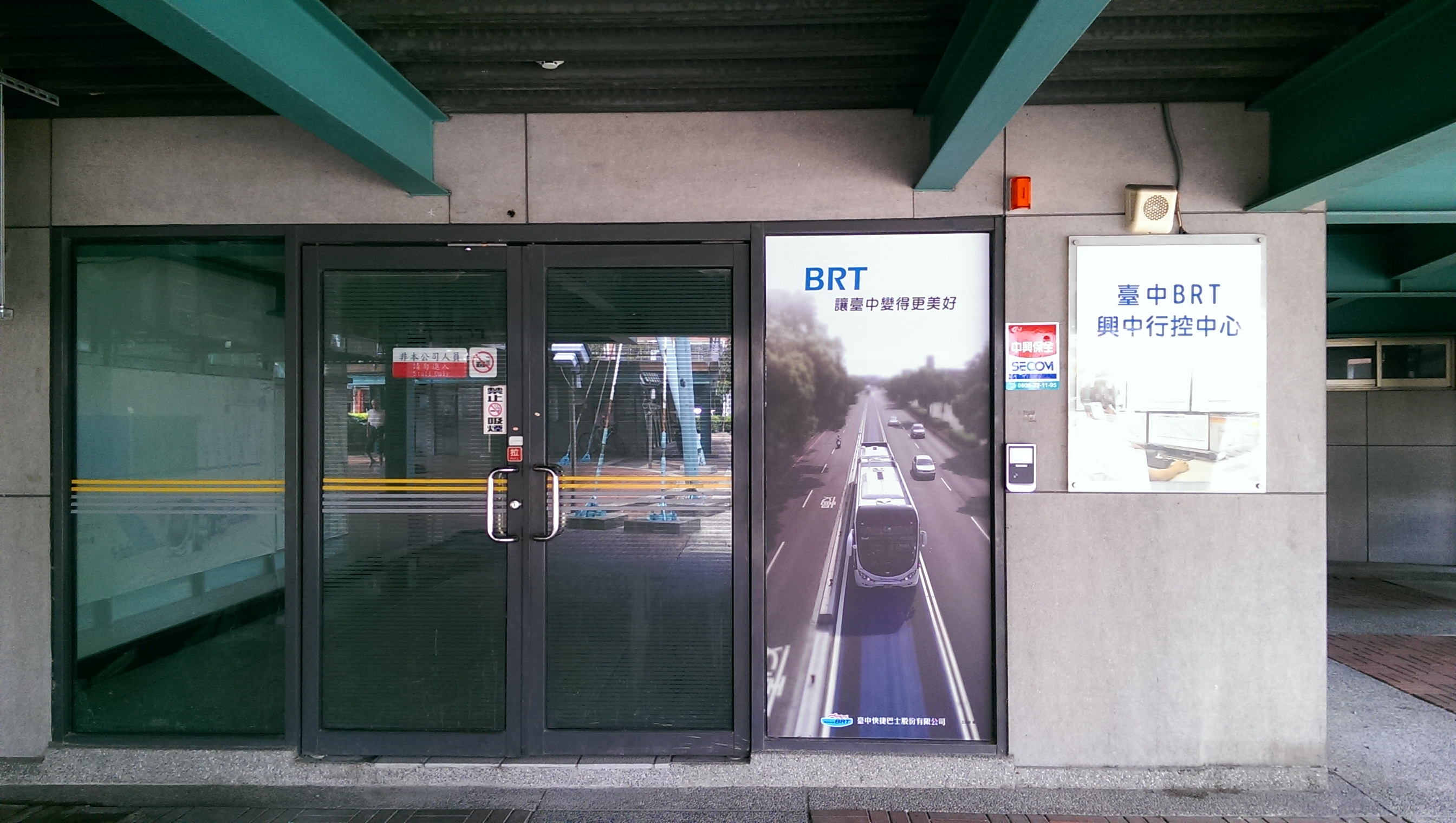
興中行控中心
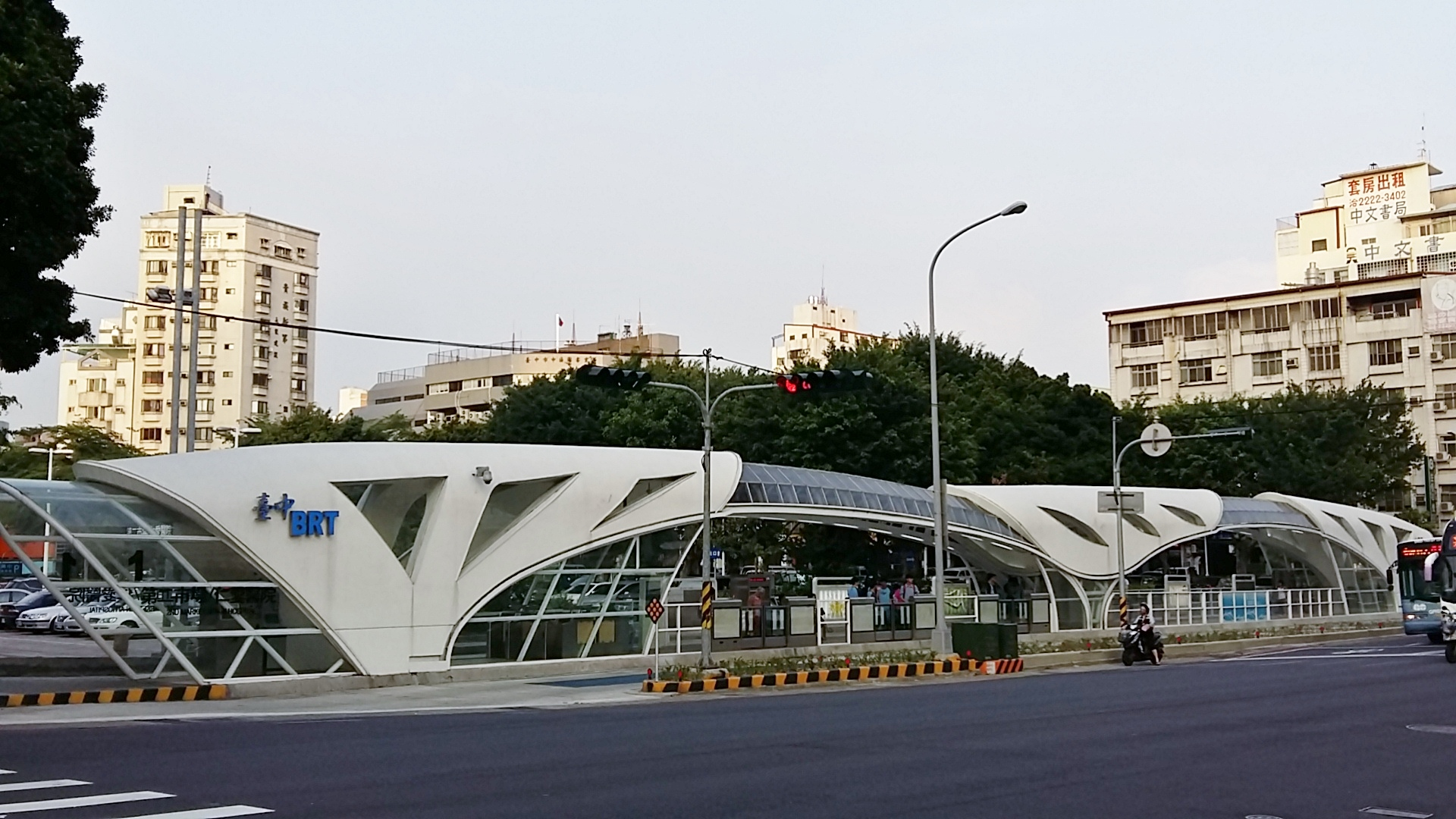
仁愛醫院站月台門關閉之車站全景，但現在月台門已經失效
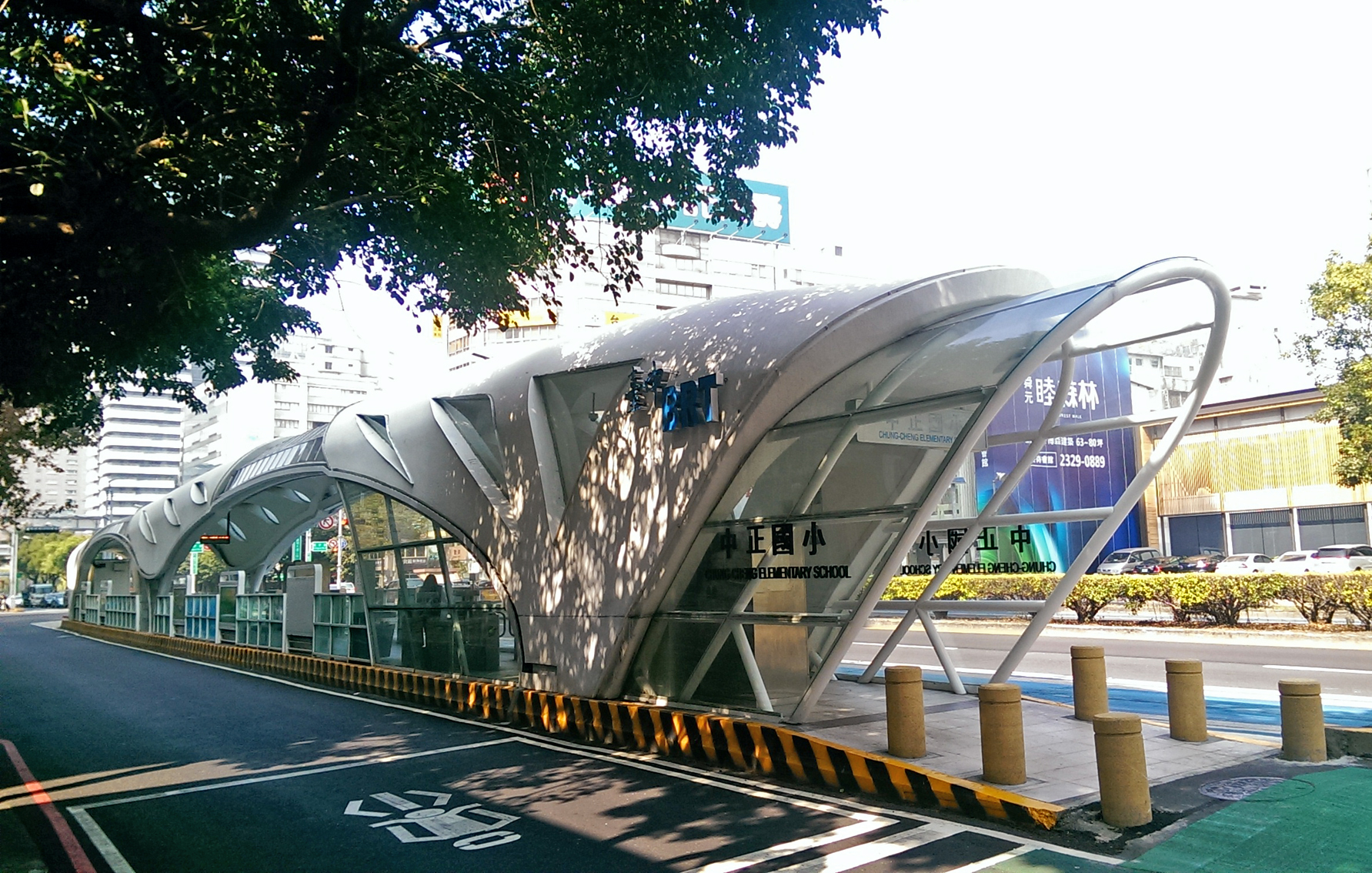
中正國小站
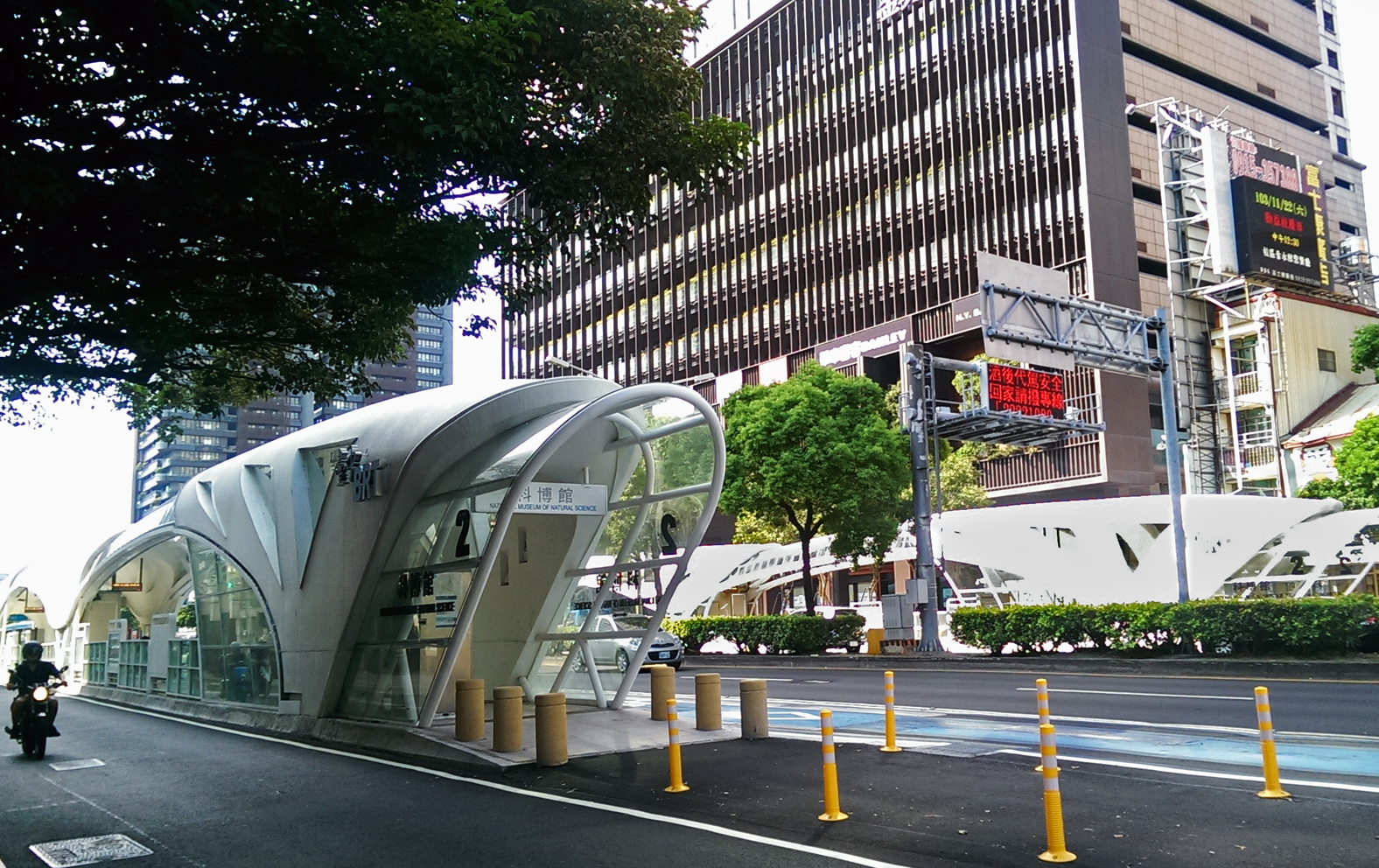
科博館站
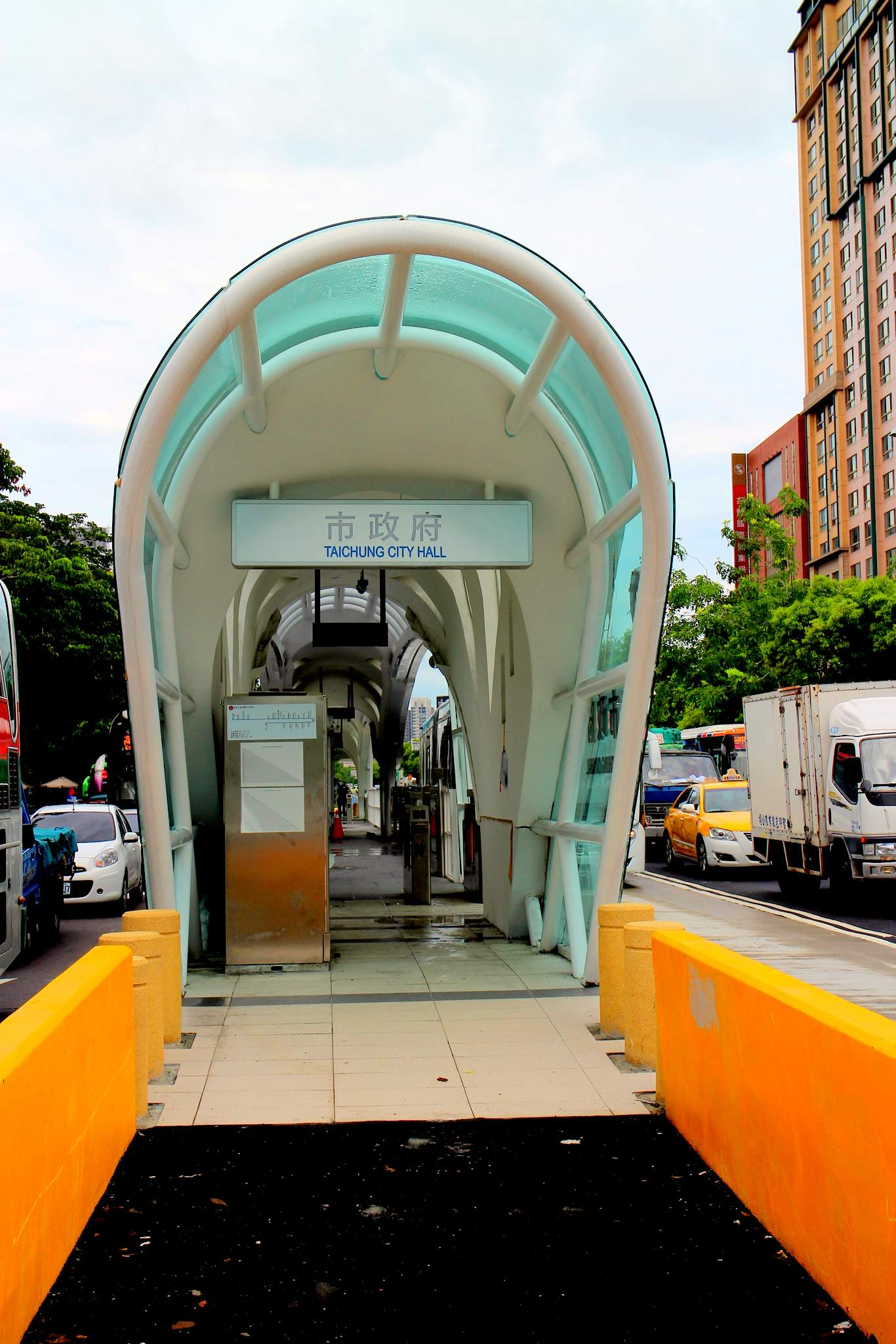
市政府站
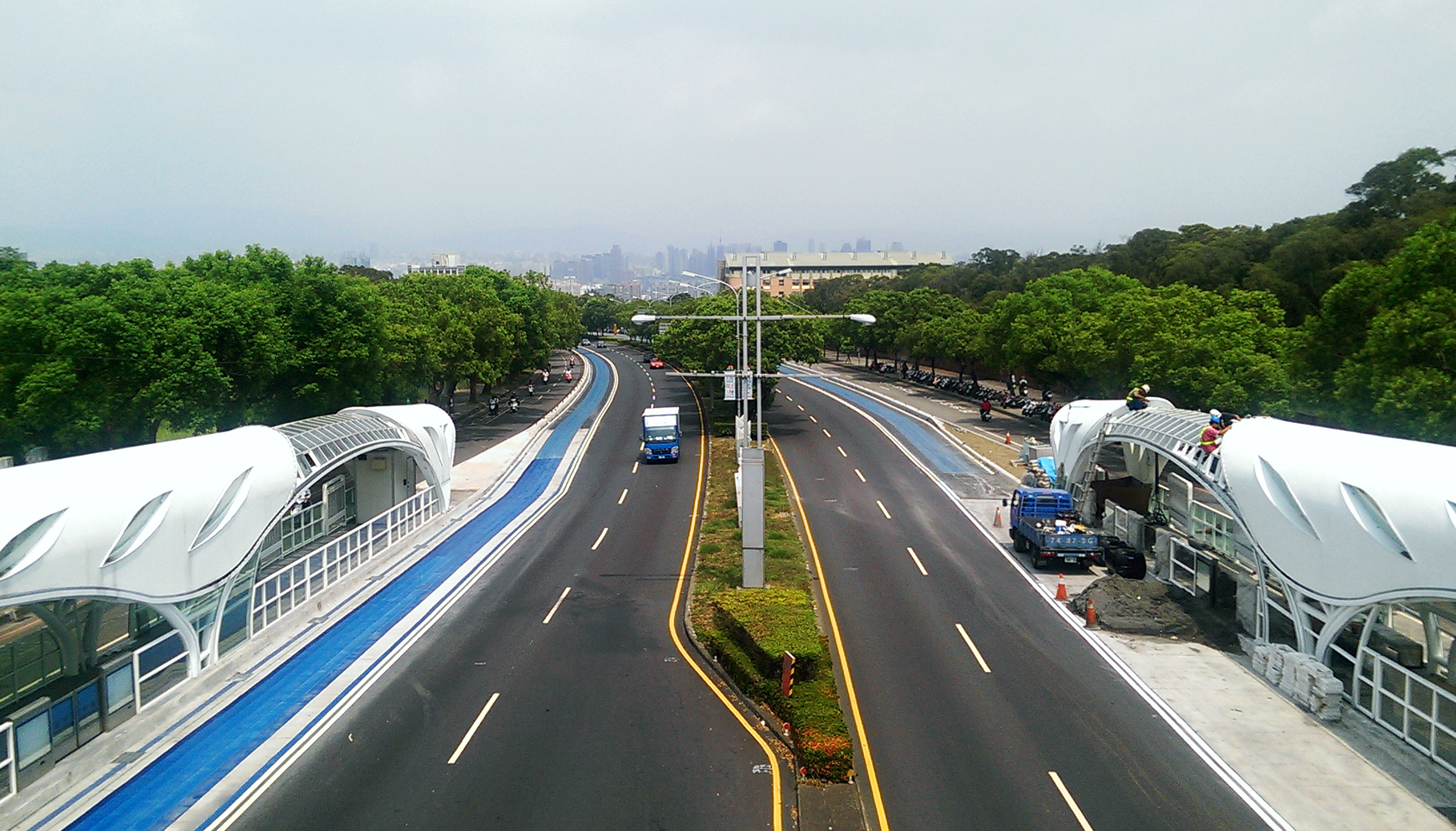
東海別墅站（尚未通車時）
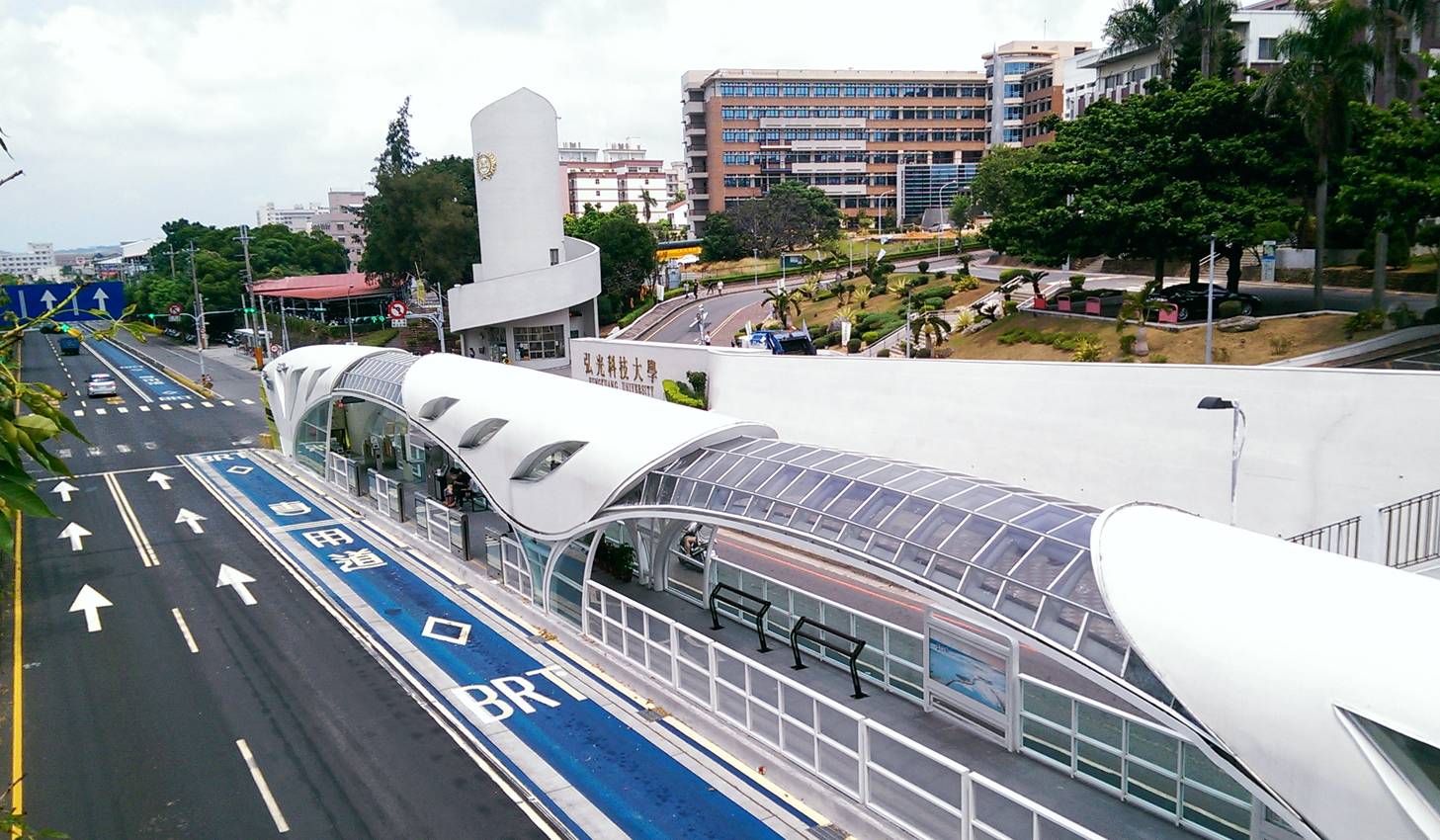
弘光科技大學站
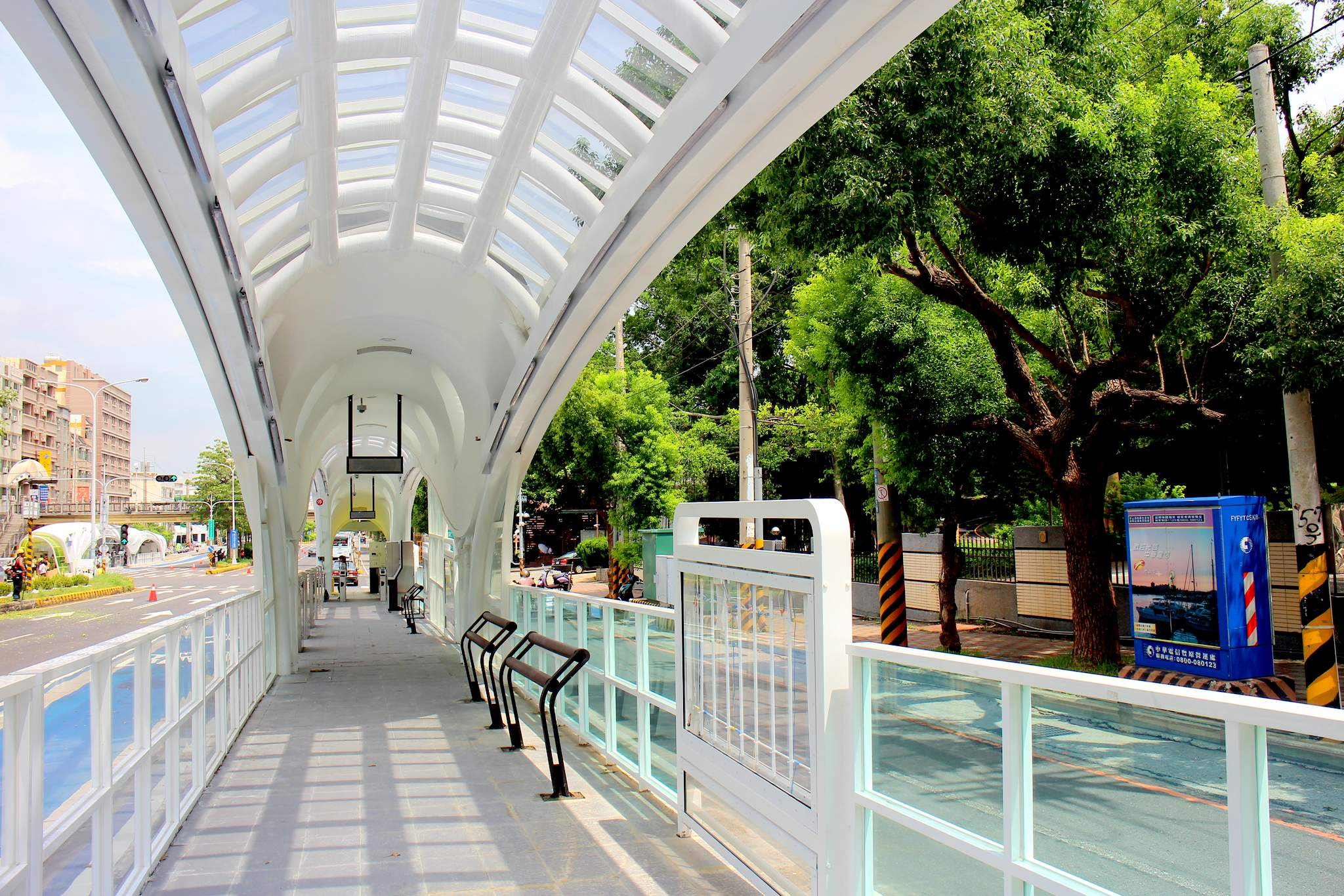
靜宜大學站
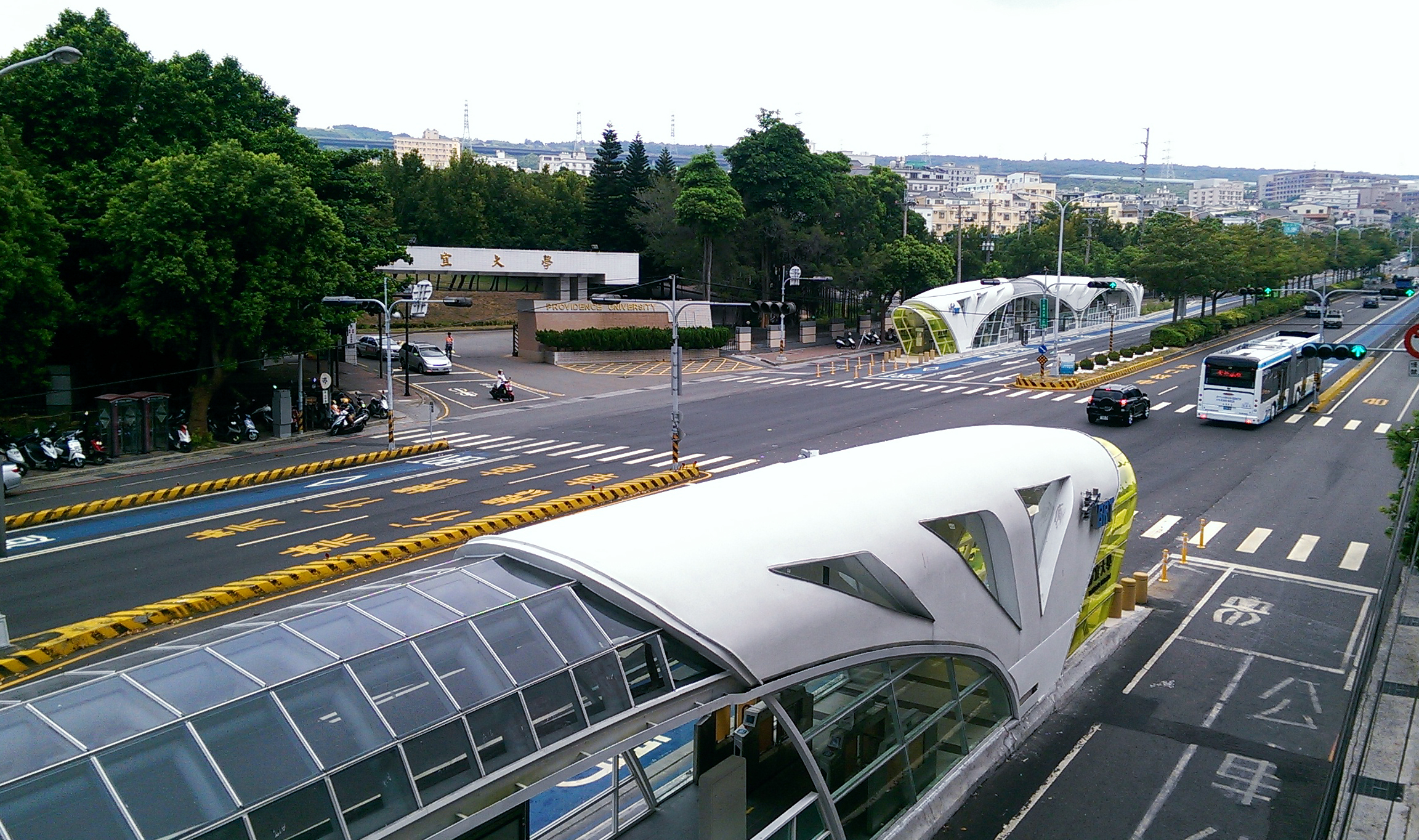
靜宜大學站

西延段 (BC/BD)
西延段曾經規劃自靜宜大學起沿臺灣大道至臺中港旅客服務中心，全長約6.56公里，沿線計畫設置7站。其中A24站規劃與機場延伸段作為轉乘站，A26站規劃與大甲烏日線作為轉乘站。曾經於2014年11月11日配合西延段而開闢臺中BRT海線先導車，因為發車時刻、班次等因素最終於2015年2月1日停駛。2015年3月23日，前任林佳龍市長宣布中止BRT興建計畫，故西延段計畫已終止。
東延段 (BA)
東延段曾經規劃自臺中火車站起沿新民街、大智路、建成路、振興路、太平路、中興路、中興東路、東平路、中山路、大興路到屯區藝文中心，全長約8.6公里，沿線規劃設置10站。2015年3月23日，前任林佳龍市長宣布中止BRT興建計畫，故東延段計畫已終止。
機場延伸段 (BO)
機場延伸段曾經規劃自A24站起沿臺灣大道、三民路、中清路、中航路到臺中航空站，全長約4.18公里，沿線規劃設置3站，三民路採混合車道設置。其中BO2站、BO3站與BRT橘線O5、O6站共站。2015年3月23日，該任林佳龍市長宣布中止BRT興建計畫，故機場延伸段計畫已終止。

### 橘線 (O/OS)
曾經規劃路線起自臺中港與臺中市快捷巴士藍線延伸線BC1共站、使用佈設在外側快車道的平面專用道，於中華路口前轉為混合車道並與臺中市快捷巴士藍線交會，經過三民路之後轉為中央專用道，並進入臺中清泉崗機場停靠二樓國內線出入境大廳外。回到中清路後直接爬升為高架BRT專用道，並在中清東大路口分為主線及延伸線：主線(O)經由中清路與環中路，並在中清交流道降為平面；延伸線(OS)則經由東大路與中科路，並在中科路降為平面。兩者在水湳轉運站交會後，經由水湳經貿園區內部之公車專用路，於敦化路爬升為高架，經中清路、進化北路、崇德路、三民路後，在雙十路降為平面並與臺中市快捷巴士藍線在臺中車站交會，之後轉往建國路、台中路，於興大路再度高架，沿台3線行駛並迄於霧峰，全長37.9公里；將分為「臺中港－臺中車站」（班距10分）與「清泉崗－霧峰」（班距5分）二種營運模式；使用18M車型。2015年3月23日，前任市長任林佳龍宣布中止BRT興建計畫。

### 棕線 (BR)
因應2018年國際花卉博覽會將在臺中后里馬場舉辦，臺中市政府曾經將BRT棕線列為花博舉辦時的重要大眾運輸運具之一，故提前規劃時程。曾經規劃路線起自后里火車站，甲后路－三豐路採用混合車道；三豐路－三豐路929巷（過后豐大橋）採用道路中央設置平面BRT專用道；三豐路929巷－豐原大道因應路線轉向需要而使用混合車道（唯一未設車站路段）；豐原大道－西勢路－承德路－崇德環中路口採用道路中央設置平面BRT專用道（但BR6站因需與金線轉乘，故設站於豐原大道路橋下，行經橋下道路段採混合車道）；崇德環中路口－臺中捷運綠線G6站採用道路中央設置平面BRT專用道，並在末端利用文心路、熱河路、北平路及崇德路迴轉，全長18.2公里，沿線將規劃設置13站。2015年3月23日，前任林佳龍市長宣布中止BRT興建計畫。

### 黃線 (Y)
黃線(Y)曾經規劃路線自大安區公所沿中山南路、興安路、經國路、文武路、中山路（大甲火車站）、水源路、甲后路，至后里火車站。本線由於路寬皆小於20m，車站之類型依所行駛道路路寬及所在位置規劃為：BRT混合車道（路寬18m、15m、12m）車站—Y1~Y3、Y5~Y11，Y4與BD1共站。，沿線規劃設置11站。2015年3月23日，前任林佳龍市長宣布中止BRT興建計畫，故BRT黃線計劃已終止。

### 金線 (GD/GO)
金線主線(GD)曾經規劃路線自神岡區公所起，沿神岡區中山路、豐原區中正路、豐勢路、東勢中正路、東關路（中部橫貫公路）至和平區公所。GD線各車站之類型，依所行駛道路路寬及所在位置上可區分為：BRT專用車道（道路中央）車站—GD4~GD6、GD9~GD22；BRT混合車道（路寬18m、15m、10m）車站—GD1~GD3、GD7、GD8、GD23~GD25 ，主線規劃設置25站。
金線延伸線1（GD）曾經規劃路線自石岡萬仙街起，沿中正街、中和街、東新路、興安路，至新社農會，依所行駛道路路寬及所在位置上可區分為：BRT混合車道（路寬18m、15m、10m）車站—GD26、GD27，延伸線1規劃設置2站。
金線延伸線2(GO)為金線GD路線延伸線-2，曾經規劃路線自社口國小起，沿神岡中山路、神岡大雅民生路、中清路與BRT橘線O10站會合依所行駛道路路寬及所在位置上可區分為：BRT專用車道（道路中央）車站—GO1、GO2；BRT專用車道（高架）車站—GO3、GO4 ，延伸線2規劃設置4站。其中，GD4站與GO1共站，O10與GO4共站。
2015年3月23日，市長林佳龍宣布中止BRT興建計畫，故BRT金線計畫已終止。

### 紫線 (P)
紫線(P)曾經規劃路線自捷運綠線G3站起，沿松竹路、環中東路二段、臺中生活圈四號橋下道路、環河東路一段、德芳南路、文心南路，至建國北路與捷運綠線G13站與臺鐵大慶火車站交會。本線各車站之類型，依所行駛道路路寬及所在位置上可區分為：BRT專用車道（道路中央）車站—P11、P12、P13、P14；BRT混合車道（高架路橋下方）車站—P1~P10、P15 。本路線規劃設置15站。2015年3月23日，前任林佳龍市長宣布中止BRT興建計畫，故BRT紫線計劃已終止。